# Killing Floor (computerspel)
Killing Floor (vaak afgekort tot KF) is een co-op first-person shooter, ontwikkeld en uitgegeven door Tripwire Interactive. Het spel kwam uit op 14 mei 2009 voor Mac OS X en Microsoft Windows.

## Gameplay
In Killing Floor is de speler een soldaat die golven van zombie-achtige monsters (specimen of zeds zoals ze in het spel worden genoemd) moet verslaan. Dit kan alleen of met maximaal zes spelers co-op. De speler is in het begin bewapend met een pistool en kan aan het eind van een golf wapens kopen bij een zogenoemde handelaar. Deze wapens worden betaald met geld dat wordt toegekend als de speler een monster neerschiet. De hordes worden naarmate het spel vordert moeilijker, er komen bijvoorbeeld meer en sterkere monsters.

## Platforms
- Linux (2013)
- Macintosh (2010)
- Windows (2009)